# 成都地铁5号线
成都地铁5号线是位于四川省成都市，隶属于成都地铁的一条南北向地铁线，于2019年12月27日开通运营。
线路代表色为紫色，共设车站41座（地下站36座，高架站5座），全长49.018公里（地下段42.327公里，高架段6.392公里，过渡段0.299公里）。线路北起新都区香城大道，南至天府新区回龙路。列车采用8节编组A型车。5号线设车辆段1座（元华车辆段）、停车场2座（大丰停车场、回龙停车场）、主变电站4座，控制中心与7号线合设于崔家店停车场内。
5号线分为一、二期工程，一期工程为华桂路至骑龙，于2015年8月底启动建设。二期工程为警官学院至回龙，于2016年启动建设。一、二期工程均于2019年12月27日开通运营。

## 大事记
- 2015年
  - 7月6日，成都市地铁5号线一、二期工程可行性研究报告获得批复[5]；
  - 8月底，成都地铁5号线各站点陆续开始打围施工[4]；
- 2016年
  - 8月18日，成都地铁5号线首台盾构在九道堰站－杜家碾站明挖区间下井[6]；
  - 11月3日，成都地铁5号线首段盾构区间实现贯通[7]；
  - 11月4日，经专家组讨论，最终评审认为，为满足客流增长的需求，成都地铁5号线一、二期工程《调整初步设计》将列车由《可研报告》的A型车6辆编组调整为A型车8辆编组[8]；
  - 11月12日，成都地铁5号线杜家碾站主体结构顺利封顶，成为全线41个车站中首个完成封顶的车站[9]；
- 2017年
  - 5月25日，成都地铁5号线科园站－高升桥站区间实现双线贯通，成为首个贯通的线路区间[10]；
  - 12月5日，成都地铁5号线一二期工程正式开始铺轨[11]；
- 2018年
  - 4月17日，成都地铁5号线首列A型铝合金车体下线[12]。
  - 9月9日，5号线一二期工程全线“洞通”。
  - 11月10日，5号线首列电客车驶入大丰停车场。
  - 11月22日，5号线一二期工程高架段声屏障全部安装完成。
  - 12月11日，5号线高架段接触网冷滑试验在华桂路－幸福桥区间完成。
  - 12月15日，5号线高架段及大丰停车场完成热滑试验。
  - 12月25日，5号线高架段及大丰停车场实现轨行区移交。
  - 12月28日，5号线一二期工程实现“轨通”。
- 2019年
  - 1月18日，回龙主变电所送电成功。
  - 1月22日，5号线二江寺站至回龙主变电所五站五区间35kV环网电力电缆送电成功。
  - 4月27日，5号线全线接触网电通。
  - 4月28日，5号线一二期工程热滑试验完成。
  - 4月30日，5号线一二期工程轨行区整体移交运营。
  - 6月30日，5号线首批7个场站正式移交运营公司。
  - 7月31日，5号线第二批12个场站正式移交运营公司。
  - 8月23日，5号线高架段机电安装与装修工程完成实体验收。
  - 10月30日，5号线全部41个站点的全功能测试工作完成；青羊宫站作为最后一个移交运管的车站，标志着5号线全部车站移交运管。
  - 11月8日，5号线110kV主变电所A标通过单位工程实体质量验收，标志着5号线一二期全线完成单位工程实体质量验收。
  - 11月22日，5号线全线电扶梯政府验收工作完成。
  - 12月9日，5号线一二期全线通过初期运营前安全评估，评估结果为“具备初期运营条件”。
  - 12月25日，成都地铁发布公告，宣布5号线一二期将在12月27日上午10:00开通初期运营。
  - 12月27日，成都地铁5号线一二期开通运营。
- 2020年
  - 8月5日，成都地铁5号线上将率先实行“分区控温”。不同车厢保持不同的温度，乘客自行选择对应的温度区间[13]。

## 车站
5号线共设车站41座，其中地下站36座，高架站5座，预留换乘站14座（高架1座，地下13座）。
| 成都地铁5号线车站列表 |           |           |          |               |                                                                  |                |                 |                 |          |            |                       |                     |
| 工程                  | 运行 交路 | 运行 交路 | 车站编号 | 车站名称      | 英文名称                                                         | 开通日期       | 站间距离 （km） | 累计距离 （km） | 车站类型 | 车站类型   | 换乘线路              | 所在地              |
| 工程                  | 运行 交路 | 运行 交路 | 车站编号 | 车站名称      | 英文名称                                                         | 开通日期       | 站间距离 （km） | 累计距离 （km） | 位置     | 站台       | 换乘线路              | 所在地              |
| 一期                  | ●         |           | 0501     | 华桂路        | Huagui Road                                                      | 2019年12月27日 | -               | 0               | 高架     | 侧式站台   |                       | 新都区              |
| 一期                  | ●         |           | 0502     | 柏水场        | Baishuichang                                                     | 2019年12月27日 | 1.139           | 1.139           | 高架     | 岛式站台   |                       | 新都区              |
| 一期                  | ●         |           | 0503     | 廖家湾        | Liaojiawan                                                       | 2019年12月27日 | 0.856           | 1.995           | 高架     | 侧式站台   |                       | 新都区              |
| 一期                  | ●         |           | 0504     | 北部商贸城    | Beibu Shopping Mall                                              | 2019年12月27日 | 1.983           | 3.978           | 高架     | 侧式站台   |                       | 金牛区              |
| 一期                  | ●         |           | 05       | 幸福桥        | Xingfuqiao                                                       | 2019年12月27日 | 1.582           | 5.560           | 高架     | 侧式站台   |                       | 金牛区              |
| 一期                  | ●         |           | 0506     | 九道堰        | Jiudaoyan                                                        | 2019年12月27日 | 0.932           | 6.492           | 地下     | 侧式站台   |                       | 金牛区              |
| 一期                  | ●         |           | 0507     | 杜家碾        | Dujianian                                                        | 2019年12月27日 | 0.766           | 7.258           | 地下     | 岛式站台   |                       | 金牛区              |
| 一期                  | ●         |           | 0508     | 大丰          | Dafeng                                                           | 2019年12月27日 | 0.848           | 8.106           | 地下     | 岛式站台   |                       | 新都区              |
| 一期                  | ●         | ●         | 0509     | 石犀公园      | Shixi Park                                                       | 2019年12月27日 | 1.711           | 9.817           | 地下     | 岛式站台   |                       | 新都区              |
| 一期                  | ●         | ●         | 0510     | 皇花园        | Huanghuayuan                                                     | 2019年12月27日 | 0.816           | 10.633          | 地下     | 岛式站台   |                       | 新都区              |
| 一期                  | ●         | ●         | 0511     | 陆家桥        | Lujiaqiao                                                        | 2019年12月27日 | 1.123           | 11.756          | 地下     | 岛式站台   |                       | 金牛区              |
| 一期                  | ●         | ●         | 0512     | 泉水路        | Quanshui Road                                                    | 2019年12月27日 | 1.299           | 13.055          | 地下     | 岛式站台   |                       | 金牛区              |
| 一期                  | ●         | ●         | 0513     | 洞子口        | Dongzikou                                                        | 2019年12月27日 | 1.038           | 14.093          | 地下     | 岛式站台   | 27号线 2714           | 金牛区              |
| 一期                  | ●         | ●         | 0514     | 福宁路        | Funing Road                                                      | 2019年12月27日 | 0.769           | 14.862          | 地下     | 岛式站台   |                       | 金牛区              |
| 一期                  | ●         | ●         | 0515     | 五块石        | Wukuaishi                                                        | 2019年12月27日 | 0.921           | 15.783          | 地下     | 岛式站台   |                       | 金牛区              |
| 一期                  | ●         | ●         | 0516     | 赛云台        | Saiyuntai                                                        | 2019年12月27日 | 0.765           | 16.548          | 地下     | 岛式站台   |                       | 金牛区              |
| 一期                  | ●         | ●         | 0517     | 北站西二路    | 2nd Beizhan West Road                                            | 2019年12月27日 | 0.775           | 17.323          | 地下     | 岛式站台   | 7号线 0702            | 金牛区              |
| 一期                  | ●         | ●         | 0518     | 西北桥        | Xibei Bridge                                                     | 2019年12月27日 | 1.499           | 18.822          | 地下     | 叠岛式站台 | 6号线 0620            | 金牛区              |
| 一期                  | ●         | ●         | 0519     | 花牌坊        | Huapaifang                                                       | 2019年12月27日 | 0.906           | 19.728          | 地下     | 岛式站台   |                       | 金牛区              |
| 一期                  | ●         | ●         | 0520     | 抚琴          | Fuqin                                                            | 2019年12月27日 | 0.998           | 20.726          | 地下     | 岛式站台   |                       | 金牛区              |
| 一期                  | ●         | ●         | 0521     | 中医大·省医院 | Chengdu University of TCM & Sichuan Provincial People's Hospital | 2019年12月27日 | 1.293           | 22.019          | 地下     | 侧式站台   | 2号线 0221 4号线 0414 | 青羊区              |
| 一期                  | ●         | ●         | 0522     | 青羊宫        | Qingyang Taoist Temple                                           | 2019年12月27日 | 0.676           | 22.695          | 地下     | 岛式月台   | 13号线                | 青羊区              |
| 一期                  | ●         | ●         | 0523     | 省骨科医院    | Provincial Orthopaedics Hospital                                 | 2019年12月27日 | 0.915           | 23.610          | 地下     | 岛式月台   | 17号线                | 青羊区              |
| 一期                  | ●         | ●         | 0524     | 高升桥        | Gaoshengqiao                                                     | 2019年12月27日 | 1.358           | 24.968          | 地下     | 岛式月台   | 3号线 0324 10号线     | 武侯区              |
| 一期                  | ●         | ●         | 0525     | 科园          | Keyuan                                                           | 2019年12月27日 | 1.400           | 26.368          | 地下     | 岛式月台   |                       | 武侯区 （高新南区） |
| 一期                  | ●         | ●         | 0526     | 九兴大道      | Jiuxing Avenue                                                   | 2019年12月27日 | 0.959           | 27.327          | 地下     | 岛式月台   | 8号线 0821            | 武侯区 （高新南区） |
| 一期                  | ●         | ●         | 0527     | 神仙树        | Shenxianshu                                                      | 2019年12月27日 | 1.599           | 28.926          | 地下     | 岛式月台   | 7号线 0715            | 武侯区 （高新南区） |
| 一期                  | ●         | ●         | 0528     | 石羊立交      | Shiyang Flyover                                                  | 2019年12月27日 | 1.811           | 30.737          | 地下     | 岛式月台   |                       | 武侯区 （高新南区） |
| 一期                  | ●         | ●         | 0529     | 市一医院      | Chengdu First People's Hospital                                  | 2019年12月27日 | 0.662           | 31.399          | 地下     | 岛式月台   | 30号线                | 武侯区 （高新南区） |
| 一期                  | ●         | ●         | 0530     | 交子大道      | Jiaozi Avenue                                                    | 2019年12月27日 | 0.851           | 32.250          | 地下     | 岛式月台   |                       | 武侯区 （高新南区） |
| 一期                  | ●         | ●         | 0531     | 锦城大道      | Jincheng Avenue                                                  | 2019年12月27日 | 0.858           | 33.108          | 地下     | 岛式月台   | 9号线 0904            | 武侯区 （高新南区） |
| 一期                  | ●         | ●         | 0532     | 锦城湖        | Jincheng Lake                                                    | 2019年12月27日 | 1.334           | 34.442          | 地下     | 岛式月台   |                       | 武侯区 （高新南区） |
| 一期                  | ●         | ●         | 0533     | 大源          | Dayuan                                                           | 2019年12月27日 | 1.503           | 35.945          | 地下     | 岛式月台   |                       | 武侯区 （高新南区） |
| 一期                  | ●         | ●         | 0534     | 民乐          | Minle                                                            | 2019年12月27日 | 1.027           | 36.972          | 地下     | 岛式月台   |                       | 双流区 （高新南区） |
| 一期                  | ●         | ●         | 0535     | 骑龙          | Qilong                                                           | 2019年12月27日 | 1.722           | 38.694          | 地下     | 岛式月台   |                       | 双流区 （天府新区） |
| 二期                  | ●         | ●         | 0536     | 警官学院      | The Police College                                               | 2019年12月27日 | 1.449           | 40.143          | 地下     | 岛式月台   |                       | 双流区 （天府新区） |
| 二期                  | ●         | ●         | 0537     | 二江寺        | Erjiang Temple                                                   | 2019年12月27日 | 1.479           | 41.622          | 地下     | 岛式月台   |                       | 双流区 （天府新区） |
| 二期                  | ●         |           | 0538     | 南湖立交      | Nanhu Flyover                                                    | 2019年12月27日 | 1.292           | 42.914          | 地下     | 岛式月台   |                       | 双流区 （天府新区） |
| 二期                  | ●         |           | 0539     | 怡心湖        | Yixin Lake                                                       | 2019年12月27日 | 2.034           | 44.948          | 地下     | 岛式月台   | 19号线 1913           | 双流区 （天府新区） |
| 二期                  | ●         |           | 0540     | 龙马路        | Longma Road                                                      | 2019年12月27日 | 1.649           | 46.597          | 地下     | 岛式月台   |                       | 双流区 （天府新区） |
| 二期                  | ●         |           | 0541     | 回龙          | Huilong                                                          | 2019年12月27日 | 1.605           | 48.202          | 地下     | 岛式月台   | 6号线 0655            | 双流区 （天府新区） |

### 内装风格
成都地铁5号线内装定位为“清新典雅、舒适便捷”，以“芙蓉锦绘”作为全线文化主题，芙蓉元素贯穿全线车站装修设计。
全线车站内装共分三个层级：重点艺术站5座（皇花园站、青羊宫站、抚琴站、锦城大道站、二江寺站），文化艺术站9座（高升桥站、南湖立交站、中医大·省医院站等），普通标准站27座。

### 主色系
27个普通车站按照北段发展区、中段成熟区、南段新城区分别运用蓝色、黄色和绿色三个颜色作为主色调进行车站内装。天花板的芙蓉花造型、立柱的芙蓉花拼贴装饰和地面的白麻花岗岩铺装则作为共性设计元素贯穿全线，统一了各站内装风格。

### 导视系统

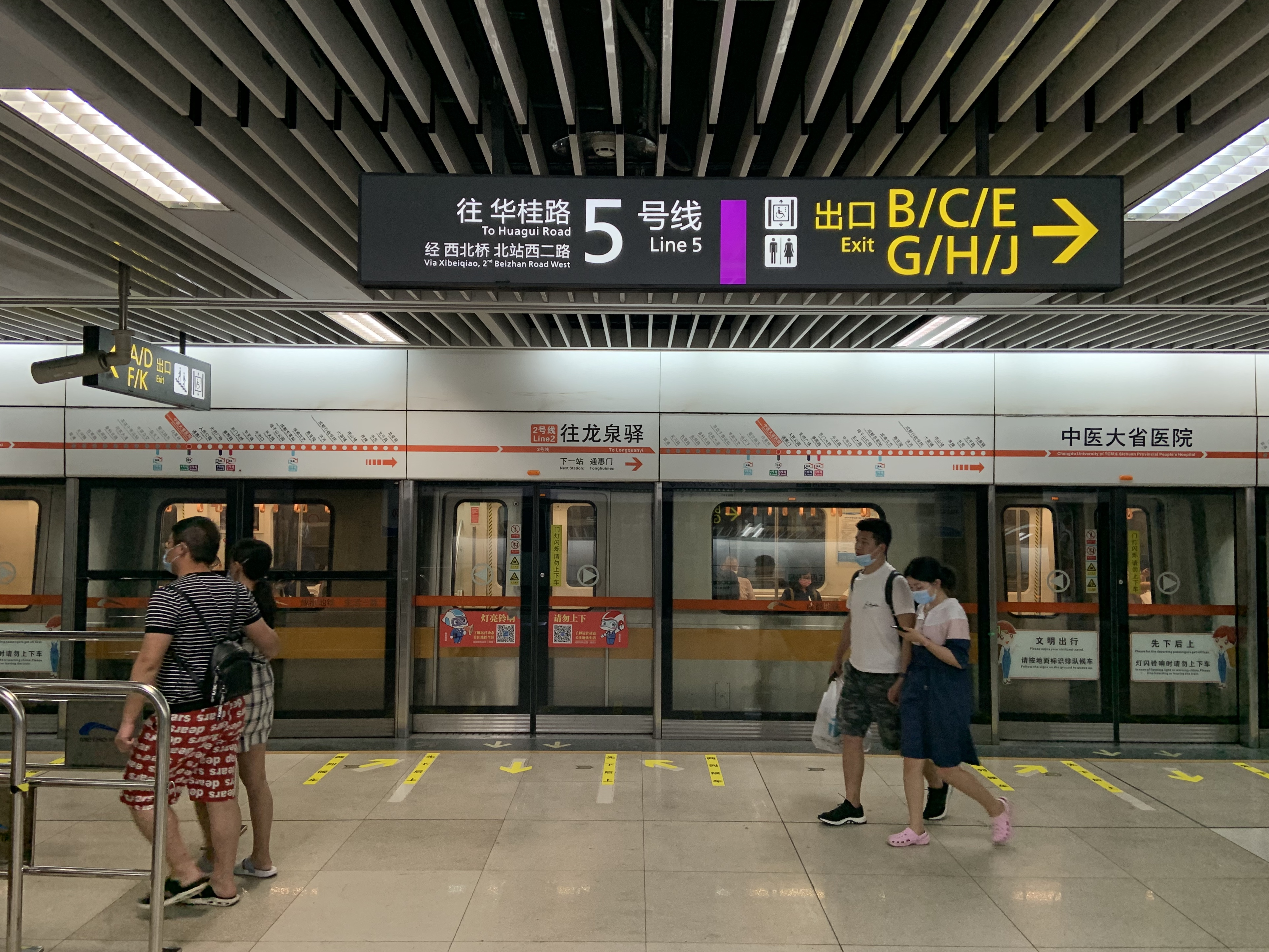
应用在中医大·省医院站的新车站导视系统，但2号线屏蔽门贴纸仍旧是原有设计风格

5号线一二期出于成都地铁线网快速加密，原有导视系统不能很好满足大线网导视的考虑，使用了由GK Design授权的君格环境艺术设计有限公司设计的新车站导视系统。新导视系统基于通过颜色传达信息的理念，强调线路色和图标、出站指示色在导视系统中的重要性。整个新导视系统基于“白进黄出”的逻辑设计，字体运用微软雅黑，风格类似于JR东日本采用的导视风格和重庆轨道交通导视风格，但导视牌以深灰色为底色，细节上亦多有不同。新导视系统在醒目程度上较老版本导视系统有了较大提升。

## 地铁车辆

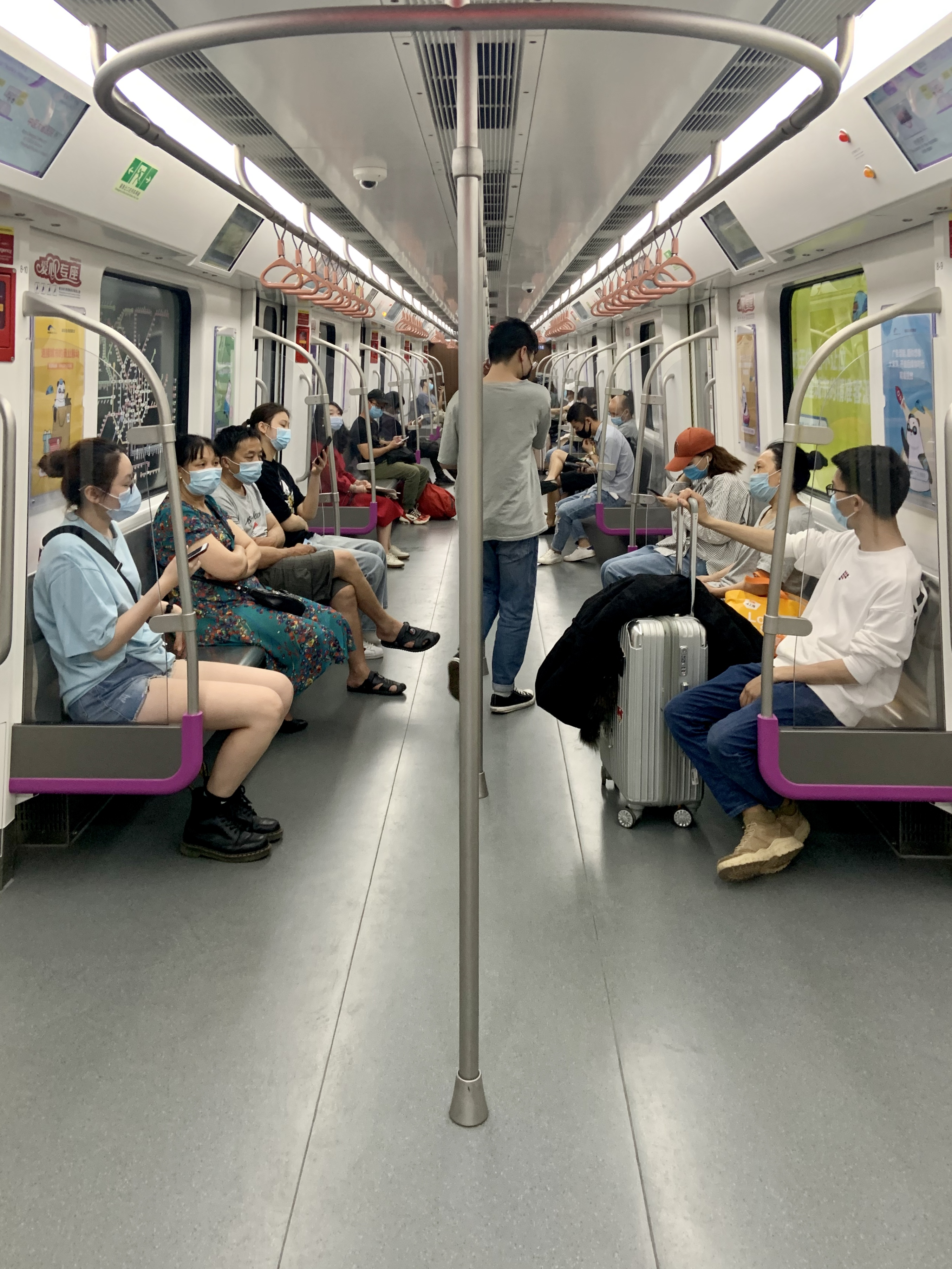
5号线车厢内部

5号线曾计划采用A型车，6节编组，最高时速80千米／小时。但2015年1月6日在成都新都区政府门户给群众的回复中透露：地铁5号线由于地铁车厢数设计变动致使施工方案变动。2016年1月成都地铁官方微博给网友予回复，表示“地铁5号线一、二期工程并未停工，目前正一边进行前期管线迁改、绿化迁移等工作，一边做技术调整。调整完成后，预留扩容至A型车、8辆编组，车辆载客量将明显提升。”
成都地铁5号线车辆由中车长春轨道客车、成都中车长客轨道车辆制造，采用8辆编组A型车，共配属62列（496辆），最高运营速度为80km/h，每节车厢可载432人，整列额定载客3456人。车辆外观色调为玫瑰红和白色，头车长度为23.56米、其他车厢长度为21.88米，宽度达到3米。首列A型铝合金车体于2018年4月下线。5号线列车设计理念为“传承巴蜀文明，发展天府文化”，车头造型以川剧脸谱为灵感设计。车内搭载有43英寸LCD动态地图显示屏，空调更换轻量铝合金材质并将人均新风量从10立方米/小时提升至12立方米/小时，车内还搭载有蓄电池牵引系统使列车在无接触网情况下保持低速运行。

### 主题列车
5号线一二期开通初期投放两列主题列车，分别为大运号和TOD号。

#### 大运号
大运号以白色为车体底色，上覆以多彩图案和成都大运会Logo。车内也营造出绿茵场、跑道等场景，体现“喜迎大运会、享受运动美”的主题。

#### TOD号
TOD号列车外观以黄色为主色调，车内则以蓝色为主色调，通过车体喷绘、车内张贴等方式向市民普及TOD开发的历史、知识和意义，展现成都TOD项目“产业优先、功能复合、站城一体、生活枢纽、文化地标、艺术典范”的特点，推动成都TOD开发。

## 未来发展

### 5号线三期工程
5号线三期工程预计从二期工程终点回龙站南延4站至永安镇，已划入《成都市城市规划交通第五期建设规划（2024-2029年）》环境评价影响公示，目前据称已获批复，将择机启动施工招标。

### 未来规划换乘站
- 柏水场：5号线 S1号线
- 杜家碾：5号线 S11线
- 石犀公园：5号线 28号线
- 泉水路：5号线 9号线
- 花牌坊：5号线 12号线
- 青羊宫：5号线 13号线
- 省骨科医院：5号线 17号线
- 高升桥：5号线 3号线 10号线
- 科园：5号线 11号线
- 市一医院：5号线 30号线
- 锦城大道：5号线 9号线 29号线
- 锦城湖：5号线 33号线
- 大源：5号线 22号线
- 民乐：5号线 20号线
- 骑龙：5号线 15号线
- 警官学院：5号线 14号线
- 南湖立交：5号线 21号线